# Lewki (powiat sokólski)
Lewki – wieś w Polsce położona w województwie podlaskim, w powiecie sokólskim, w gminie Dąbrowa Białostocka.
W latach 1975–1998 miejscowość należała administracyjnie do województwa białostockiego.